# Billy Hart
William Hart (ur. 29 listopada 1940 w Waszyngtonie) – afroamerykański perkusista jazzowy i edukator. Laureat nagrody NEA Jazz Masters 2022.

## Życiorys
Dorastał w rodzinie inteligenckiej. Jego ojciec był matematykiem. Oboje rodzice byli melomanami i zaznajomili go z jazzem, m.in. orkiestrami Duke’a Ellingtona i Jimmiego Lunceforda. Hartowie mieszkali w pobliżu klubu Spotlite, gdzie usłyszał muzykę Milesa Davisa, Lee Morgana i Arta Blakey’ego. Do gry na instrumencie zachęcała go babcia ze strony ojca, pianistka, która akompaniowała m.in. śpiewaczce operowej Marian Anderson. Z kolei babcia ze strony matki zapoznała go z bebopem i kupiła pierwszą perkusję Była znajomą saksofonisty jazzowego, Bucka Hilla, który – kiedy jej wnuczek miał już siedemnaście lat i kończył szkołę średnią – zatrudnił go dorywczo w swoim zespole. Grali w nim także jego koledzy z klasy – pianista Reuben Brown i kontrabasista Butch Smith. W tym czasie był również członkiem zespołu muzycznego The Howard Theatre, który podczas występów akompaniował tak znanym wykonawcom muzyki soul, jak Otis Redding, Joe Tex, Sam and Dave i Smokey Robinson.
Po ukończeniu szkoły średniej podjął studia w dziedzinie mechaniki na Uniwersytecie Howarda. Szybko jednak je porzucił, gdyż kolidowały z graniem, a przede wszystkim uniemożliwiały stały udział w tournées z grupą Shirley Horn. Ta pianistka i wokalistka stała się jego mentorką i w znacznym stopniu wpłynęła na jego rozwój muzyczny.
W latach 60. grał jako sideman z gitarzystą Wesem Montgomerym, organistą Jimmym Smithem, z którym dokonał swoich pierwszych nagrań, oraz brazylijskimi pionierami bossa novy: João Gilberto i Antôniem Carlosem Jobimem. Po osiedleniu się w 1968 w Nowym Jorku nagrywał z saksofonistami: Stanem Getzem, Pharoahem Sandersem i Waynem Shorterem, oraz pianistami: McCoyem Tynerem i Joem Zawinulem. Ponadto występował z saksofonistą Eddiem Harrisem oraz pianistkami: Joanne Brackeen i Marian McPartland. W końcu ww. dekady przysłuchiwał się grze perkusistów: Sunny’ego Murraya i Rashieda Alego. Dzięki temu unowocześnił swój warsztat instrumentalny oraz zainteresował się awangardą jazzową.
Od 1969 do 1973 był członkiem sekstetu pianisty i współtwórcy stylu fusion Herbiego Hancocka. Nagrał z nim słynne płyty: Mwandishi, Crossings, Sextant i V.S.O.P.. Przez Hancocka poznał giganta jazzu i muzyki XX wieku Milesa Davisa, który zaangażował go nagrania albumów: On the Corner i Big Fun. W 1977 nagrał pierwszą płytę sygnowaną własnym nazwiskiem, pt. Enchance. Od początku lat 80. grał w zespole Quest, którego członkami w różnym czasie byli także kontrabasiści: George Mraz i Ron McClure, perkusista Al Foster, saksofonista Dave Liebman i pianista Richie Beirach. W 2020 współzałożył supergrupę The Cookers. Grają w niej saksofoniści: Billy Harper, Craig Handy i Donald Harrison, trębacze: Eddie Henderson i Frank Weiss, kontrabasista Cecil McBee oraz pianista George Cables.
W 1988 ukazał podręcznik jego autorstwa, pt. Jazz Drumming. Kilkakrotnie wznawiany, cieszy się popularnością wśród różnych pokoleń perkusistów. Na początku lat 90. zajął się nauczaniem. Wykłada w Oberlin Conservatory of Music w Ohio oraz bostońskim New England Conservatory of Music. Jest też adiunktem na Western Michigan University. Ponadto prowadzi prywatne zajęcia w The New School i New York University. Regularnie uczestniczy w obozie muzycznym Stokes Forest oraz belgijskiej Dworp Summer Jazz Clinic. Mieszka w Montclair w stanie New Jersey, gdzie ma studio muzyczne, które nazwał: „The Inner Sanctum”.

## Wybrana dyskografia

### Jako lider lub współlider
- 1977 Enchance (Horizon Records)
- 1982 The Trio – Billy Hart-Walter Bishop Jr.- George Mraz (Progressive Records)
- 1985 Oshumare (Gramavision)
- 1988 Rah (Gramavision)
- 1993 Amethyst (Arabesque)
- 1997 Oceans of Time (Arabesque)
- 2006
  - Billy Hart Quartet (HighNote Records)
  - Billy Hart Trio – Route F (Enja)
- 2012 All Our Reasons (ECM)
- 2014 One Is the Other (ECM)

### Jako sideman
Z Milesem Davisem
- 1972 On the Corner (Columbia)
- 1974 Big Fun (Columbia)

Z Herbiem Hancockiem
- 1971 Mwandishi (Warner Bros.)
- 1972 Crossings (Warner Bros.)
- 1973 Sextant (Warner Bros.)
- 1974 Treasure Chest (Warner Bros.) – 2 LP
- 1977 V.S.O.P. (Columbia)

Z Joem Zawinulem
- 1971 Zawinul (Atlantic)

Zestawienie wg dat wydania płyt

## Publikacja
Billy Hart, Jazz Drumming, wyd. Alfred Music, 2015, jęz. ang., fr., niem., ISBN 978-3892210122 (oraz CD)